# Siida

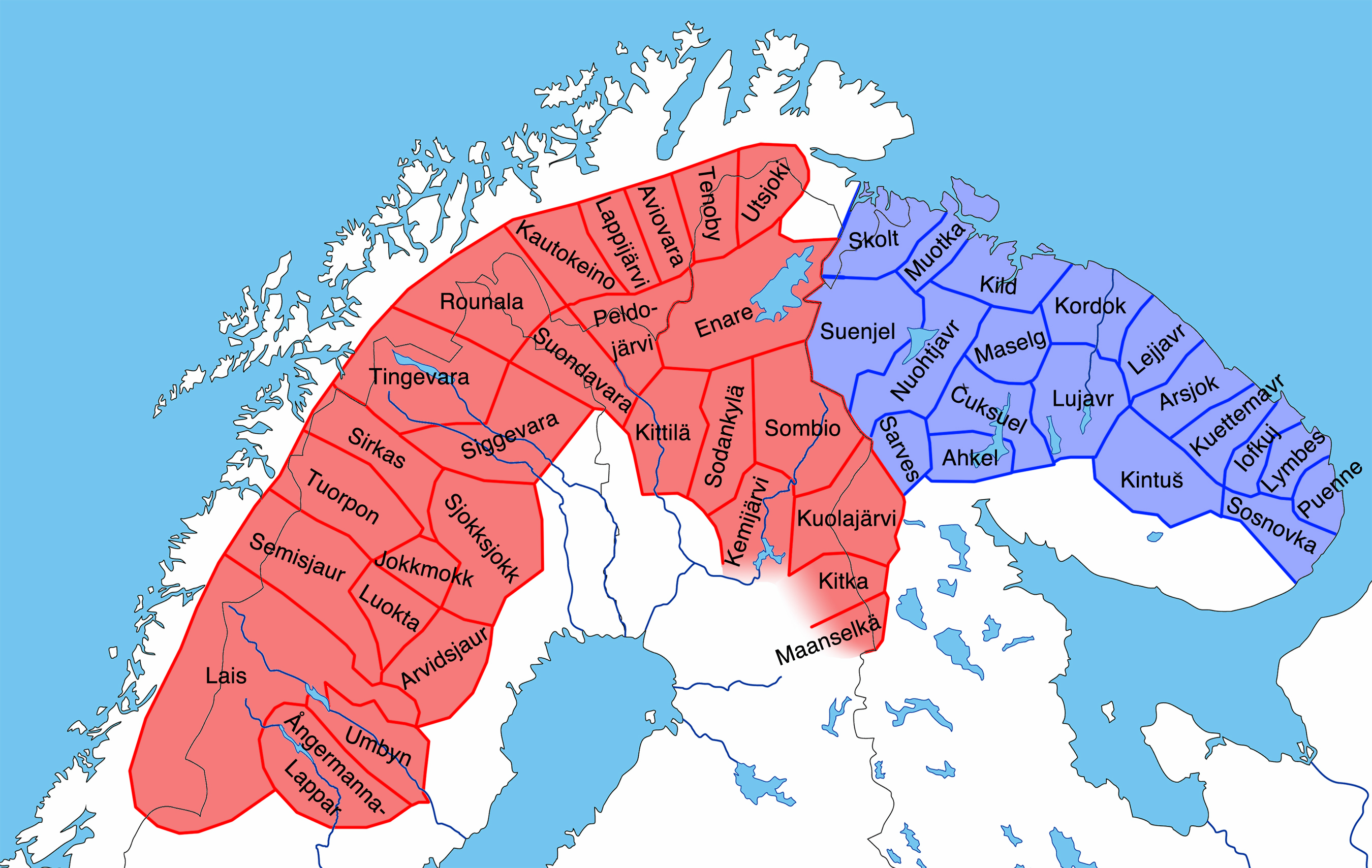
Rekonstruierte samische Rentierzüchterverbände (Lappbyar) des 16. Jahrhunderts in Schweden-Finnland (= rot) sowie Siidas auf der Kola-Halbinsel, die bis zum Anfang des 20. Jahrhunderts Bestand hatten (= blau)

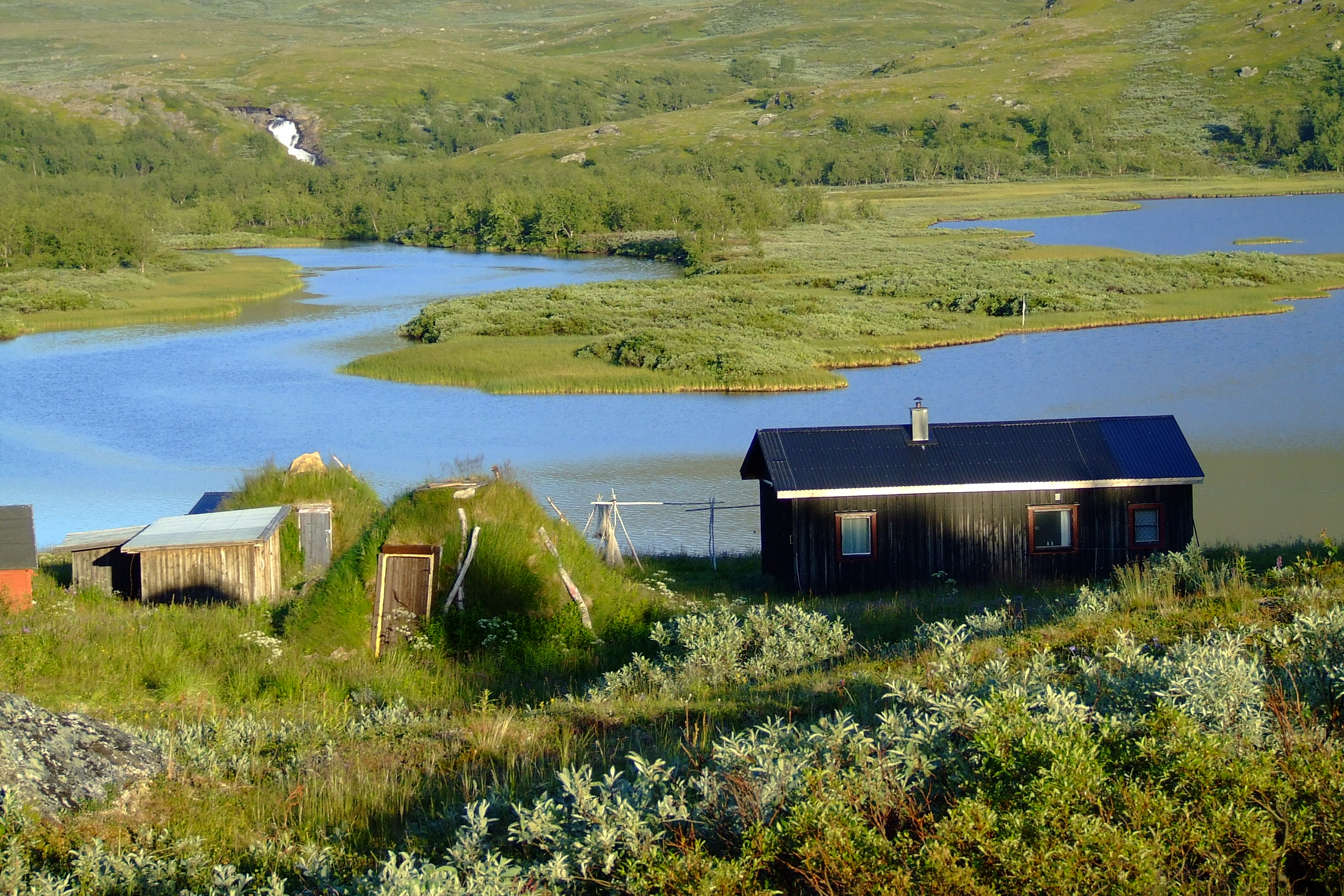
Staloluokta, eine Samensiedlung des Tuorpon Sameby im Nationalpark Padjelanta

Die Siida (südsamisch sijte, lulesamisch sijdda, skoltsamisch sijd) war die traditionelle soziale Organisationsform der Samen Nordeuropas bis zur Einführung des Rentiernomadismus. Es handelte sich dabei um eine akephale (herrschaftsfreie) Wildbeuter-Horde von vielen Familien- und Haushaltseinheiten in einem abgegrenzten Jagd- und Ressourcengebiet.
Seit Ende des 16. Jahrhunderts wurde das Land von der schwedischen Regierung in sogenannte „Lappbyar“ (Lappendörfer) eingeteilt, deren gesetzliche Grundlagen die alte Siida-Ordnung mehr und mehr ersetzte. Jedes Lappby hatte ein Regelwerk, das detaillierte Bestimmungen über die Weiderechte, die auszuführenden Arbeiten, die Verwendung der Mittel usw. enthielt. Überdies bestanden manche dieser Einheiten bereits aus mehreren ursprünglichen Siidas.
Die heutigen – eher marktwirtschaftlich orientierten – Gemeinschaften samischer Rentierhalter (norwegisch: Reinbeitedistrikt, schwedisch: Sameby und finnisch Paliskunta) wurden von den nationalstaatlichen Administrationen aus den – subsistenzorientierten – lokalen Gemeinschaften der Siidas / Lappbyar abgeleitet. Es handelt sich heute gar nicht mehr um eine Gesellschaftsform, sondern um einen wirtschaftlichen Zweckverband im Sinne einer juristischen Person.

## Das Leben in der traditionellen Siida
Die Größe des Gebietes und die Regeln der Gemeinschaft waren im Laufe der Zeit und in den verschiedenen Regionen je nach den Änderungen des Erwerbs großen Veränderungen unterworfen. In der früheren Lebensweise als Jäger bildete die Siida eine räumliche, soziale und wirtschaftliche Einheit. In der Regel waren zwischen sechs und 14 Haushalte in einer Siida zusammengeschlossen, die gemeinsam das Wild (vor allem Wildren, Braunbär und Biber), den Fisch und die Weiden nutzten. Aber es gab auch solche mit 25–30 Haushalten. Die Familien waren oft verwandt oder verschwägert.
Diese Art der Gemeinschaft hat sich am längsten bei den russischen Samen der Halbinsel Kola und auf Süd-Varanger gehalten. Von dort stammen die heutigen Kenntnisse über die Siida: Im Frühjahr und Sommer wirtschafteten die einzelnen Haushalte getrennt und verteilten sich über die verschiedenen Erwerbsquellen, also Flüsse und Binnenseen, Jagdgebiete, Weideland, Fischplätze am Meer. Im Herbst und Winter sammelten sie sich an gemeinsamen Wohnplätzen um gemeinschaftlich Jagd auf das Wildren zu betreiben und die sozialen Kontakte zu pflegen.
Eine Siida war mindestens so groß, dass sie eine Jagdgemeinschaft von acht bis zwölf erwachsenen Jägern stellen konnte. Manche umfassten aber auch mehrere solche Jagdgemeinschaften. Die gemeinschaftliche Beute wurde unter den Haushalten proportional aufgeteilt. In den ostsamischen Gebieten ist bekannt, dass die Siida von einem Ältestenrat, der aus den Haushaltsvorständen gebildet wurde, geleitet wurde. Häuptlinge kannten die Samen nicht.
Die wichtigste Persönlichkeit der Siida war der Schamane, Noajde genannt. Er war der Mittler zwischen der Geisterwelt und dem Diesseits und wurde bei allen möglichen Krisen von den Menschen zu Rate gezogen.

## Der Wandel zu den Rentierhüter-Verbänden
Nach dem Übergang zum Rentiernomadismus im 16. Jahrhundert bezeichnete der Begriff „Siida“ eine Gemeinschaft kleineren Umfangs von Rentierhaltern, die durch verwandtschaftliche Verbindungen mit einer Geschwistergruppe oder deren Kindern als Kern definiert ist. Die Rentierhaltung bedarf eines hohen Grades an Flexibilität: je nach der Größe der Herde, der Qualität der Weidegründe und auch der klimatischen Verhältnisse.
Nach der Aufteilung West-Lapplands durch Schweden-Finnland zerfielen die alten Sozialstrukturen langsam. Die vormals eher runden Streifgebiete der Jäger wurden im Sinne der neuen Rentierwirtschaft zum Teil zusammengefasst. Die schwedische Administration legte diese Grenzen für die vormals selbstbestimmten Siidas fest und führte den Begriff „Lappby“ für die neuen Rentierhütergemeinschaften ein. Sie dienten der besseren Kontrolle der nomadischen Siidas und dabei vor allem der Steuereintreibung. An zentralen Punkten richtete man Handelsposten (z. B. Jokkmokk) oder Kirchdörfer (z. B. Arvidsjaur) ein, die von den Samen regelmäßig aufgesucht werden mussten. Zudem wurde das bis dahin freie Land zum Eigentum einzelner Personen gemacht, die fortan als Gewährsleute und Verantwortliche zwischen dem Staat und ihrem Volk standen. Im russischen Teil Sápmis wurde die traditionelle Siida-Struktur im Rahmen der „Entwicklung und Russifizierung des Nordens“ erst nach 1930 zwangsweise aufgelöst. Stattdessen wurden große Rentier-Kolchosen eingerichtet, in denen überdies Angehörige anderer rentierhütender Völker (u. a. Nenzen und Komi-Ischemzen) angesiedelt und angestellt wurden. Dies führte zu einer schnellen Assimilation, so dass das Wissen um die alten Traditionen der Siida heute in Skandinavien lebendiger ist als auf der Kola-Halbinsel.

## Sameby, Paliskunta und Reinbeitedistrikt

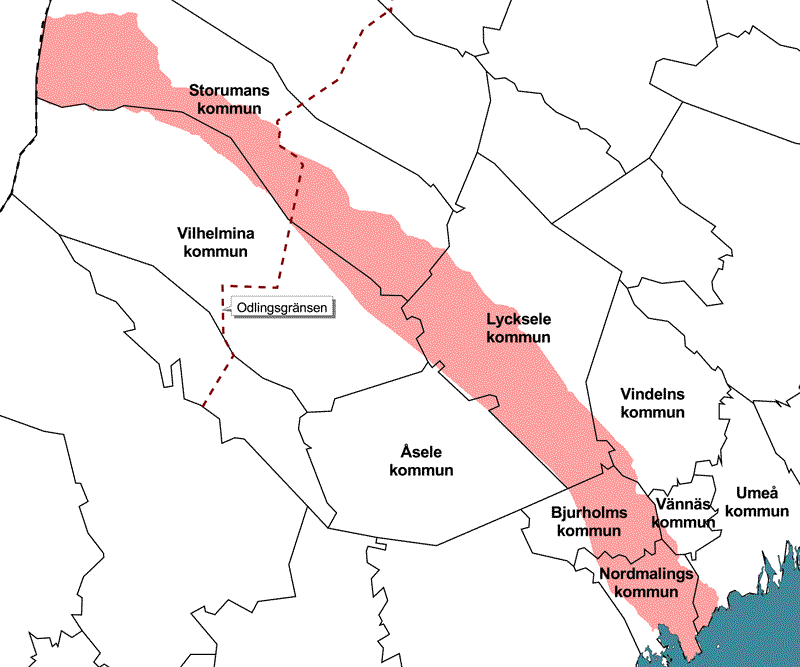
Beispiel für eines der langgestreckten Samebyar im heutigen Schweden. Die Grenzen der früheren Lappbyar oder gar der ursprünglichen Siida-Gemeinschaften existieren nicht mehr

Die verwandtschaftlichen Netzwerke haben bei den rentierzüchtenden Samen des 21. Jahrhunderts immer noch eine gewisse Bedeutung, wenngleich die Sozialstruktur der Siida erloschen ist. Heute sind die lokalen Gemeinschaften der Rentierzüchter in den vorgenannten Zweckverbänden organisiert, die vorwiegend wirtschaftliche Hintergründe haben. Es sind heute sehr langgestreckte Territorien, die sich von den Weiden im Fjäll bis zur Taiga in die Nähe der Ostküste erstrecken. Sie ermöglichen es, die gemeinschaftlichen Wohnplätze, Wanderungen und Arbeiten im Hinblick auf den Jahreszyklus sehr flexibel zu ordnen. Während eine Gemeinschaft im Winter die Rentiere in einem abgegrenzten Gebiet zusammenhält, werden sie im Frühjahr in Einzelherden aufgeteilt – wenn die Tiere kalben und neu markiert werden müssen. Anschließend kommen die Herden auf der Sommerweide wieder zusammen. Die Größe der Gemeinschaften und ihre Anzahl in einem Gebiet variiert mit der Zahl der Rentiere.
In Schweden verfügt jedes Sameby über ein abgegrenztes Gebiet, in dem die eigenen Rentiere weiden und in dem sich die Sommerlager der zugehörigen Rentierzüchterfamilien befinden. Die Einteilung wurde 1886 vom schwedischen Staat festgelegt. Von Idre in Mittelschweden bis Treriksröset an der norwegisch-finnischen Grenze gibt es 51 Samebyar. Allein 32 davon liegen in der Provinz Norrbotten.
Mit der im 16. Jahrhundert vorgenommenen Einteilung in „Lappbyar“ (siehe Karte) gibt es nur wenige Überschneidungen der heutigen Grenzziehungen.
Eines der bekanntesten Samendörfer und Sommerwohnsitz des Tuorpon-Sameby in Schweden ist Staloluokta im Padjelanta-Nationalpark.